# 2009 ME10
2009 ME10 est un petit corps du système solaire appartenant au groupe des centaures. Son orbite croise celle de Neptune. Il a été découvert le 27 juin 2009 par Andrzej Udalski, Scott S. Sheppard, M. Szymanski et Chadwick Trujillo grâce au télescope Víctor M. Blanco (réflecteur de 4 mètres) de l'observatoire interaméricain du Cerro Tololo. Cette découverte fut annoncée le 8 juillet 2010, puis confirmé le 16 mars 2019.